# 548 (szám)
Az 548 (római számmal: DXLVIII) egy természetes szám.

## A szám a matematikában
A tízes számrendszerbeli 548-as a kettes számrendszerben 1000100100, a nyolcas számrendszerben 1044, a tizenhatos számrendszerben 224 alakban írható fel.
Az 548 páros szám, összetett szám, kanonikus alakban a 22 · 1371 szorzattal, normálalakban az 5,48 · 102 szorzattal írható fel. Hat osztója van a természetes számok halmazán, ezek növekvő sorrendben: 1, 2, 4, 137, 274 és 548.
Minden pozitív egész szám felírható 548 vagy kevesebb szám kilencedik hatványának összegeként (lásd Waring-probléma).
Az 548 négyzete 300 304, köbe 164 566 592, négyzetgyöke 23,40940, köbgyöke 8,18327, reciproka 0,0018248. Az 548 egység sugarú kör kerülete 3443,18555 egység, területe 943 432,84024 területegység; az 548 egység sugarú gömb térfogata 689 334 928,6 térfogategység.